# Skattefradrag
Et skattefradrag er et beløb, der kan trækkes fra i indkomsten, så der ikke betales skat af det.
Der findes en række fradrag i Danmark, heriblandt:
- Personfradrag
- Befordringsfradrag
- Beskæftigelsesfradrag
- Momsfradrag
- Rentefradrag